# Gephyrotes
Gephyrotes is een mosdiertjesgeslacht uit de familie van de Cribrilinidae en de orde Cheilostomatida. De wetenschappelijke naam ervan is in 1903 voor het eerst geldig gepubliceerd door Norman.

## Soorten
- Gephyrotes nitidopunctata (Smitt, 1868)

Niet geaccepteerde soorten:
- Gephyrotes spinosa & Bassler, 1928 → Spiniflabellum spinosum (Canu & Bassler, 1928)
- Gephyrotes spinosum Canu & Bassler, 1928 → Spiniflabellum spinosum (Canu & Bassler, 1928)